# Christian Malcoci

Christian Malcoci

Christian Malcoci (* 11. Juni 1963 in Cluj, Rumänien) ist ein deutscher Neonazi und seit Jahrzehnten einer der führenden Köpfe der militanten Neonazi-Bewegung in Deutschland und in den Niederlanden.

## Von der NSDAP/AO zur Nationalen Offensive
Malcoci trat im Sommer 1980 der NSDAP-Aufbauorganisation bei und unterstützte über viele Jahre hinweg deren konspirative internationale Arbeit mit dem vorrangigen Ziel der Aufhebung des NSDAP-Verbotes.
Im September 1983 wurde er Kameradschaftsführer der Kameradschaft Neuss-Grevenbroich der Aktionsfront Nationaler Sozialisten/Nationale Aktivisten und wandte sich nach deren Verbot so wie die meisten seiner Mitstreiter der FAP (Freiheitliche Deutsche Arbeiterpartei) zu. 

Als Sektionsleiter West und Leiter des paramilitärischen Ordnerdienstes im Bundesvorstand der FAP trug er erheblich zum Kaderaufbau innerhalb der Partei bei. Er verfasste auch ein neues Programm, zunächst als „Deutscher Sozialismus für die 90er Jahre“ für die FAP-NRW, später als Parteiprogramm der FAP bundesweit übernommen.
Im „Bewegungsstreit“ unterstützte er innerhalb der FAP maßgeblich die Fraktion, die sich 1986 für eine Unvereinbarkeit zwischen Nationalsozialismus und Homosexualität und gegen Michael Kühnen aussprach. Die Gegenseite beschuldigte ihn damals, die Fäden zum ersten erfolgreichen „Putsch“ innerhalb der nationalsozialistischen Bewegung gezogen zu haben.
Am 20. April 1989 war er anlässlich des 100. Geburtstages von Adolf Hitler an der Besetzung des Büros der Nachrichtenagentur dpa in Essen beteiligt. Die fünfköpfige Gruppe stürmte das dpa-Büro, verschanzte sich in den Räumen und befestigte an der Fassade ein Transparent „Adolf Hitler – 100 Jahre; sein Kampf – unser Auftrag“. Malcoci war im Vorfeld der Aktion Funktionär des „Komitees zur Vorbereitung der Feierlichkeiten zum 100. Geburtstag Adolf Hitlers“ (KAH), damalige zentrale Kaderorganisation der Neonazis.
Im Frühjahr 1990 verließen Malcoci und die anderen maßgeblichen KAH-Führungskader die FAP und gründeten die im Dezember 1992 verbotene Nationale Offensive (NO). Diese entwickelte sich bis zum Verbot mit Einsatz Malcocis und Michael Swierczeks zum Bindeglied zwischen den verschiedenen teilweise verfeindeten rechtsextremen Organisationen und war bemüht, Brücken zu bauen sowie gemeinsame Schnittstellen und Gemeinschaftsprojekte zu schaffen.
Malcoci war von August 1991 bis Mitte 1993 auch stellvertretender Vorsitzender der Hilfsorganisation für nationale politische Gefangene und deren Angehörige e. V. (HNG).

## Der Stuttgarter Bewegungs-Prozess und andere Strafverfahren
Im Stuttgarter Bewegungs-Prozess wurden ab 1991 Malcoci und andere führende Kader der militanten Neonazi-Bewegung wegen der Fortführung der verbotenen Aktionsfront Nationaler Sozialisten/Nationale Aktivisten angeklagt. In einer beispiellosen Art und Weise blockierten und verschleppten die Angeklagten und ihre Anwälte (unter ihnen auch Rechtsanwalt Jürgen Rieger) an über 150 Verhandlungstagen das Verfahren vor der Staatsschutzkammer des Landgerichtes, und es gelang ihnen durch einen taktischen juristischen Schachzug am Ende des Prozesses, Bewährungsstrafen für alle Angeklagten zu erreichen. Malcoci wurde zu einer Bewährungsstrafe von einem Jahr und sechs Monaten verurteilt. In der Urteilsbegründung heißt es, dass seine Einstellung in allem streng nationalsozialistisch war und die Strafkammer im Gegensatz zu den Angaben des Angeklagten Malcoci nicht von einem Verbotsirrtum ausging. Der Spiegel schrieb dazu: „Die Angeklagten amüsieren sich prächtig über die Mühen der Justiz. Swierczek sieht den Prozess als ‚hilfreiche wöchentliche Lehrstunde in Recht, und das auf Kosten des Steuerzahlers‘. Außerdem lasse sich in den vielen Kaffeepausen mit den Kameraden doch ‚einiges politisch managen‘ – ähnlich dreist haben bisher nur RAF-Anhänger den Rechtsstaat verspottet.“
Malcoci gehörte Anfang der 1990er Jahre zu den Hauptverdächtigen, die an der Schriftreihe „Eine Bewegung in Waffen“ mitwirkten, wo der rechtsterroristische bewaffnete Kampf gegen das herrschende System beschrieben wurde. Die Anklage der Bundesanwaltschaft gegen Malcoci in dieser Sache wurde aber vom Oberlandesgericht Hamburg nicht zur Verhandlung zugelassen.

Malcoci als Anführer des illegalen Aufmarsches am 26. August 2000 in Echt (NL)

## Aktivitäten in den Niederlanden
Deutsche und niederländische Neonazis arbeiten seit Jahrzehnten eng zusammen. Bereits in den 1980er Jahren verfügte Malcoci über gute Verbindungen in die Niederlande. Seit dem Jahr 2000 hat er die Zusammenarbeit über viele Jahre hinweg auf verschiedenen Ebenen ausgebaut:
Am 26. August 2000 kam es in Echt (NL) im Zusammenhang mit Rudolf-Heß-Gedenkaktivitäten zu einem illegalen Aufmarsch niederländischer und deutscher Neonazis – einer der Organisatoren war Malcoci.
In der Nr. 11 der neonazistischen Zeitschrift Zentralorgan von Februar 2001 wurde mit der Überschrift: „Die politische Achse deutscher und niederländischer Nationalsozialisten setzt neue Zeichen“ über Malcocis Kandidatur als Nr. 1 auf der Liste der Niederländischen Volksunion (NVU) bei den Kommunalwahlen in Kerkrade (NL) im Frühjahr 2002 berichtet. Der Parteitag der NVU wählte Malcoci am 6. Mai 2001 zum Parteisekretär. Bei den Kommunalwahlen am 6. März 2002 erhielt er mit der NVU 0,84 % Stimmenanteil und verfehlte damit sein Ziel, ins Gemeindeparlament einzuziehen.
Malcoci organisierte in den folgenden Jahren gemeinsame deutsch-niederländische Veranstaltungen und Demonstrationen, zuletzt am 26. September 2009 in Venlo (NL) mit starker Beteiligung Autonomer Nationalisten.

V. r. n. l. Malcoci gemeinsam mit Udo Voigt und Jürgen Rieger in der ersten Reihe der Demonstration „Recht statt Rache – Revision der Nürnberger Prozesse“ am 14. Oktober 2006 in Nürnberg

## Veranstalter von Demonstrationen
Seit dem Jahr 2001 agiert Malcoci als Anmelder, Versammlungsleiter und Veranstalter legaler neonazistischer Demonstrationen im Spektrum der Freien Kameradschaften. Hier eine Auswahl:
- 24. März 2001 in Herzogenrath (D) / Kerkrade (NL): Die geplante Demonstration über die deutsch-niederländische Grenze hinweg konnte nach einem Verbot deutscher Behörden erst nach Klagen durch alle Instanzen getrennt in beiden Ländern stattfinden. Der von Malcoci erzielte Beschluss des Bundesverfassungsgerichtes zur Aufhebung des Verbotes[14][15] war wegbereitend für die weiteren Demonstrationen der Neonazi-Bewegung in den nächsten Jahren. Darin heißt es: „Wird die Grenze zur Strafbarkeit jedoch nicht erreicht, kann weder eine Meinungsäußerung noch eine Versammlung, in der derartige Meinungen geäußert werden, wegen Verstoßes gegen die öffentliche Ordnung verboten werden. ... Daher sind die Bürger auch frei, grundlegende Wertungen der Verfassung in Frage zu stellen, solange sie dadurch Rechtsgüter anderer nicht gefährden.“
- 14. Oktober 2006 in Nürnberg: zentrale Demonstration Freier Kameradschaften 60 Jahre nach Abschluss der Nürnberger Prozesse, Motto „Recht statt Rache – Revision der Nürnberger Prozesse“.
- 12. Juli 2008 in Bonn: überregionale Demonstration Freier Kameradschaften „Für Meinungsfreiheit – gegen staatliche Zensur!“. Ziel der Demonstration war die Bundesprüfstelle für jugendgefährdende Medien.
- 19. November 2011 in Remagen: Aufmarsch von ca. 200 Neonazis an der Kapelle Schwarze Madonna[16]
- 1. Mai 2012 in Bonn: Aufmarsch von letztlich nur 197 Rechtsextremen in Bonn-Beuel[17]
- mehrere Demonstrationen in Marienfels, Nassau und Nastätten bei Koblenz als Protest gegen die Zerstörung und für den Wiederaufbau des Denkmals des I. SS-Panzerkorps.

## Weitere Aktivitäten
Im November 2020 wurde Malcoci neuer „Schriftleiter“ der Neonazi-Zeitschrift „N.S. Heute“.